# Jodfat
Jodfat (hebrejsky יוֹדְפַת, v oficiálním přepisu do angličtiny Yodefat, přepisováno též Yodfat) je starověké židovské sídlo, archeologická lokalita a současná vesnice typu mošav v Izraeli, v Severním distriktu, v Oblastní radě Misgav.

## Geografie
Leží v nadmořské výšce 446 metrů, v zalesněné a hornaté oblasti v centrální části Dolní Galileji,
ve vysočině Harej Jatvat. Východně od mošavu stojí hora Har ha-Š'avi, na jižní straně Har Acmon. Na východní straně terén klesá podél vádí Nachal Jodfat o několik set metrů do údolí Bejt Netofa. Na severozápadě se zvolna svažuje do údolí vádí Nachal Segev, které lemuje hřbet Har Šechanija.
Je situována cca 20 kilometrů východně od břehů Středozemního moře a cca 23 kilometrů na západ od Galilejského jezera, cca 95 kilometrů severovýchodně od centra Tel Avivu a cca 25 kilometrů severovýchodně od centra Haify. Jodfat obývají Židé, přičemž osídlení v tomto regionu je etnicky smíšené. 4 kilometry na severovýchod leží město Sachnin, které obývají izraelští Arabové. 3 kilometry jižním směrem od Jodfatu leží arabské město Kafr Manda. Jediným větším židovským sídlem je město Karmiel 8 kilometrů severně od osady. Krajina mezi těmito městskými centry je ovšem postoupena řadou menších židovských vesnic, které zde, západně a jihozápadně od Sachninu vytvářejí souvislý blok.
Obec Jodfat je na dopravní síť napojena pomocí lokální silnice číslo 7955, jež sleduje severní okraj údolí Bejt Netofa.

## Starověký Tel Jodfat (Jotapata)

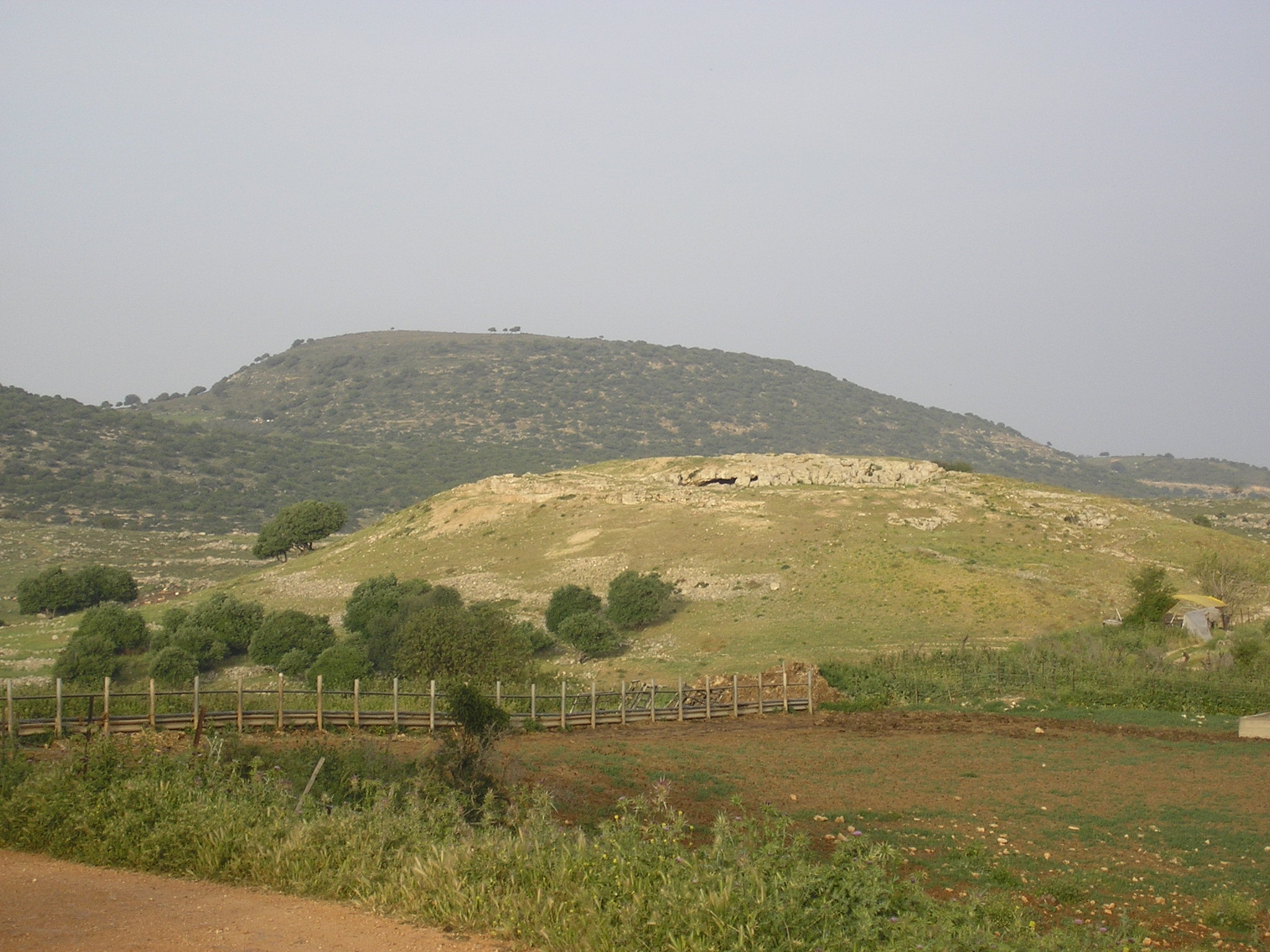
Tel Jodfat na vrcholu kopce

Jodfat je pojmenován po městě z doby druhého chrámu, jež leží jižně od dnešního mošavu. Tel Jodfat (řecky Iótapata – psáno také Jotapata, Jodefat, Jodeptah, Tell Jafat, Yotvah či Jotbah) bylo starověké opevněné židovské město, jehož dobytí a zničení roku 67 popisuje Josephus Flavius (dále jen Josef) ve Válce židovské.
První archeologické nálezy jsou z pozdní doby bronzové. Podle Bible tu bylo rodiště Mešulemet, matky judského krále Amóna (Chizkijášova vnuka).
Město bylo jedno z mnoha, která Josef opevnil po svém jmenování velitelem Galileje. Jeho topografické postavení na vrcholu kopce, obklopeného ze tří stran strmými stržemi, umožňovalo přístup jen ze severu. Odsud také vedli Římané svůj útok. V čele armády stál Vespasianus, který oblehl Jodfat v létě 67 se třemi legiemi — Legio V Macedonica, X Fretensis a XV Apollinaris, k nimž patřily ještě pomocné síly, tedy dohromady asi 60 000 mužů. Nejdříve se pokusil Vespasianus o přímý útok, ale neúspěšně. Následné obklíčení trvalo 47 dnů. Obránci se urputně bránili, sám Vespasianus byl raněn. Josef popisuje smrt 40 tisíc Židů, navíc 1200 žen a dětí bylo prodáno do otroctví. Město bylo dobyto a zničeno 20. července (podle židovské tradice 1. tamuzu, což bylo však 30. června). Josef byl po dvou dnech ukrývání v cisterně zajat, zatímco jeho zbylí spolubojovníci se vzájemně zabili podle losu.
Desítky let po povstání bylo město obnoveno na severozápadním úpatí kopce. Po povstání Bar Kochby se tu usadila kohenská rodina Mijamin. Jodfat byla obydlena až do doby byzantské.
Roku 1999 byl při archeologických vykopávkách objeven hromadný hrob v cisterně. Jde o ostatky asi dvou set lidí, pohřbených zde zřejmě až rok po dobytí města.

## Novověké židovské osídlení
Novověká vesnice Jodfat byla založena v roce 1960 Šlo zpočátku o polovojenskou osadu typu Nachal, která byla součástí pásu židovských vesnic zřizovaných v pohraničních nebo odlehlých oblastech státu.
Zakladateli obce byla osadnická skupina Jovlim (יובלים) utvořená roku 1958, kterou tvořili absolventi školy Bejt ha-sefer ha-re'ali z Haify, sdružení okolo svého učitele Josefa Šechtera (Schechtera), který propagoval život v harmonii s přírodou. Později je doplnili další rodilí Izraelci a židovští přistěhovalci z USA, Kanady a Anglie.
Vznik židovské vesnice v tehdy ryze arabské a řídce osídlené centrální Galileji inicioval Josef Weitz – předák Židovského národního fondu. Do té doby zde existovalo jen sporadické osídlení arabských polokočovných Beduínů. Židovští obyvatelé se sem přestěhovali roku 1960. Byli zpočátku placeni přímo Židovským národním fondem a vykonávali v tomto regionu meliorační a přípravné práce.
Vesnice je organizována jako zemědělský mošav, ale v současnosti se nachází v procesu privatizace a přechodu k volněji řízené společné osadě (jišuv kehilati). Ekonomika Jodfat je založena na organickém zemědělství a průmyslu. Část obyvatel za prací dojíždí mimo obec. V Jodfatu je k dispozici obchod, zdravotní středisko, synagoga, plavecký bazén a sportovní areály. Fungují tu zařízení předškolní péče o děti. Základní škola je ve vesnici Gilon.
Výhledově má vesnice projít další stavební expanzí. Územní plán umožňuje rozšíření na 180 rodin.

## Demografie
Obyvatelstvo Jodfat je sekulární. Podle údajů z roku 2014 tvořili populaci v Jodfat Židé (včetně statistické kategorie "ostatní", která zahrnuje nearabské obyvatele židovského původu ale bez formální příslušnosti k židovskému náboženství).
Jde o menší sídlo vesnického typu s dlouhodobě rostoucím počtem obyvatel. K 31. prosinci 2014 zde žilo 681 lidí. Během roku 2014 populace stoupla o 5,6 %.
| Rok            | 1961 | 1972 | 1983 | 1995 | 2001 | 2003 | 2004 | 2005 | 2006 | 2007 | 2008 | 2009 | 2010 | 2011 | 2012 | 2013 | 2014 |
| -------------- | ---- | ---- | ---- | ---- | ---- | ---- | ---- | ---- | ---- | ---- | ---- | ---- | ---- | ---- | ---- | ---- | ---- |
| Počet obyvatel | 16   | 74   | 171  | 229  | 300  | 334  | 369  | 415  | 439  | 460  | 497  | 481  | 510  | 564  | 621  | 645  | 681  |